# Lust Stained Despair
Lust Stained Despair to drugi album gothic metalowego zespołu Poisonblack. Premiera albumu zaplanowana w Niemczech, Austrii, Szwajcarii i Beneluksie na 25 sierpnia 2006 - reszta krajów Europy 28 sierpnia. W Finlandii ukazać ma się 30 sierpnia jedynie singel Rush z ekskluzywnym utworem, niezawartym na albumie.

## Lista utworów
1. „Nothing Else Remains” – 3:55
2. „Hollow Be My Name” – 4:43
3. „The Darkest Lie” – 4:35
4. „Rush” – 4:06
5. „Nail” – 4:47
6. „Raivotar” – 4:55
7. „Soul in Flames” – 4:23
8. „Pain Becomes Me” – 4:07
9. „Never Enough” – 4:15
10. „Love Controlled Despair” – 3:51
11. „The Living Dead” – 4:35
12. „Bleeding Into You” – 3:19 (Bonus)

## Twórcy
- Ville Laihiala – wokal, gitara prowadząca
- Tarmo Kanerva – perkusja
- Marco Sneck – keyboard
- Antti Remes – gitara basowa
- Janne Markus – gitara rytmiczna

## Listy sprzedaży
| Lista  | Kraj      | Pozycja |
| ------ | --------- | ------- |
| Top 50 | Finlandia | 2       |